# Історія освіти в Кореї
Історію освіти в Кореї можна простежити ще з часів Трьох королівств Кореї або навіть з доісторичного періоду. Були і приватні, і державні школи. Державна освіта була заснована ще в 400 році нашої ери. Історично освіта зазнала значного впливу конфуціанства та буддизму.

## Доісторичний період та період Кочосон
Освіта в доісторичні часи здебільшого складалася з полювання, рибальства, виготовлення знарядь праці та боротьби. Завдяки цим заняттям люди вчилися бути членами суспільства. Оскільки доісторична освіта базувалася на захисті від природи, вона була неорганізованою. Згодом така освіта сприяла появі перших релігійних вірувань. У Кореї ці ідеї призвели до розвитку ідеї Самщіна (кор. 삼신, кит. 三神, англ. Three Gods) разом із корейськими версіями анімізму та шаманізму. Однак, не було ніякої конкретної релігії, і освіта базувалася на анекдотичних вченнях.
У період Кочосон (?-108 р. до н. е.) багато елементів доісторичної освіти все ще залишалися, але була встановлена більш рання структура суспільства, а також суспільна мораль. Найдавніші прояви освіти можна побачити в Самгук Юса. Уривки з цієї книги свідчать про сільське господарство, покарання, мораль і медицину. Перше освітнє гасло Кореї — Хонігінган (홍익인간; 弘益人間), що означає «жити і працювати на благо всього людства». Перша система права написана в Книзі Хань. У цей період освіта була спрямована на користь суспільства в цілому.

## Три королівства та період Об'єднаної Сілли
У період Трьох королівств Кореї (57-688 рр. н. е.) уряди почали запроваджувати освіту. Система освіти перебувала під сильним впливом конфуціанства та буддизму.

### Період Когурьо
Когурьо існувало з 37 р. до н. е. до 668 р. н. е. З самого початку свого існування воно вже використовувало писемність. Найкраще це демонструє книга Йугі (유기; 留記). Першою заснованою установою був Техак (태학; 太學). Він був заснований у 372 році нашої ери.  Заклад в основному використовувався класом Янбан. Він був заснований конфуціанством як філософією освіти. Пізніше до навчальної програми було додано буддизм.  Тут викладали як гуманітарні науки, так і бойові мистецтва. Існував також інший заклад, який називався Гюндан.  Вважається, що він був заснований у 372 р. н. е.

### Період Пекче
Пекче існувало з 18 р. н. е. до 660 р. н. е.  Підтвердженням застосування наукового методу є японські книги Ніхона Шокі та Кодзікі. Про це також свідчать культурні обміни з Японією, наприклад, передача книг Аналітика та Тисячі ієрогліфів у 258 р. н. е. Подальші докази освіти наведено в історичній книзі Согі (서기; 書記).Однак не збереглося жодних записів про створену установу. Але згадка про неї зустрічається в різних документах, що встановлюють відносини з Японією. Генеральне консульство Республіки Корея стверджує, що навчальні заклади були засновані раніше 372 р. н. е.

### Сілла

#### Період трьох царств
Сілла була заснована в період трьох королівств з 57 року до нашої ери до 668 року нашої ери.  Уряд здебільшого зосередився на бойових мистецтвах через вторгнення з навколишніх королівств. Головним навчальним закладом вважається Хваранг.

#### Період об'єднаної Сілли
Об'єднана Сілла існувала з 668 року нашої ери до 935 року нашої ери.  Освіта, крім Хварангу, почала створюватися після іноземного впливу. Існувало декілька програм обміну студентами з Китаєм. Основний заклад — Кукхак (국학; 國學). Навчальна програма була безпосередньо взята з системи династії Тан.  Він був заснований у 682 році нашої ери. Більшість предметів були гуманітарними.

## Період Корьо

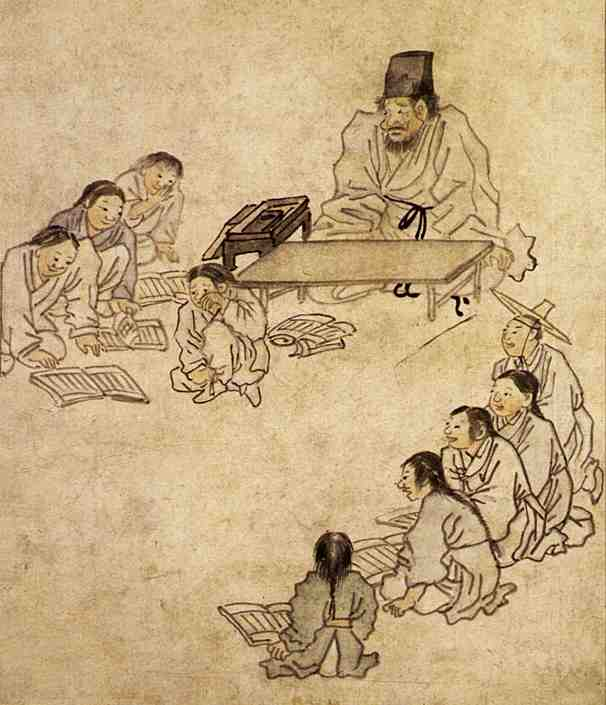
Картина під назвою "Содан", намальована Кім Хондо наприкінці 18 століття.

Династія Корьо існувала з 935 по 1392 рік нашої ери.  Як офіційна релігія країни, буддизм мав величезний вплив.  Однак конфуціанство було використано як головна ідея для філософської та соціальної структури.  Під час правління Кванчжона з Корьо (925—975 рр. н. е.) система іспитів кваго (과거; 科擧) була зміцнена завдяки впливу конфуціанства. Перша конкретна політика, заснована на конфуціанстві, була створена за часів правління Корьо Сончжона (981—997 рр. н. е.). У 986 році нашої ери була поширена на сільську місцевість. Існує запис про політику 1127 року нашої ери щодо створення державної школи в кожному окрузі. Державна навчальна програма базувалася на таких книгах, як «Класика синівської побожності» та «Аналітики». Існував також щорічний екзамен.
У цей період існувало два основних типи освіти: кванхак (관학; 官學) і сахак (사학; 私學).  Кванхак визначається як школи, створені та керовані урядом.  Основні установи Кванхак включають Кукджагам і Хакдан (학당; 學堂) у містах та Хянгьо в сільській місцевості. Уряд також заснував публічні бібліотеки, такі як Пісовон (비서원; 秘書院) і Сусовон (수서원; 修書院), щоб підтримувати освітні зусилля. Кукджагам був заснований у 992 році нашої ери як перший університет у країні. Він регулювався соціальним класом і рангом та відігравав важливу роль у створенні майбутніх закладів.
Сахак визначається як школи, які не були створені та не контролюються урядом.  Основні установи Сахак включають Сібідо (십이도; 十二徒) і Содан (서당; 書堂). Незважаючи на те, що Сібідо вважався Сахаком, він контролювався урядом та був закритий у 1391 році нашої ери.

## Період Чосон
Династія Чосон проіснувала з 1392 по 1910 рік нашої ери. Наприкінці правління династії Корьо буддизм почав втрачати політичний вплив. Натомість конфуціанство стало офіційною філософією династії.  Згідно з цією ідеєю, освіта Янбаня цінувалася більше, ніж освіта простолюдинів. Освіта також зосереджувалася на здобутті рангу та особистому вдосконаленні. Гуманітарні науки цінувалися, тоді як професійна освіта була недооцінена. Цій ідеї приписують створення системи етики для всієї країни та внесок у корейську філософію освіти в цілому.
Серед вищих навчальних закладів був Сонгюнкван (кор . 성균관) у Сеулі, який виконував роль університету. Заклади середньої освіти включали Сахак (사학; 四學) у містах і Хянгьо в сільській місцевості. Серед приватних шкіл були Шуюань і заклад початкової освіти Сеодан. Однак ці установи були незалежними, а не системними. Сеодан розглядався як підготовка до Сахак або Хянгьо.
Освітньою програмою керувало Міністерство обрядів шести міністерств Чосону. Для управління та нагляду за навчальними закладами було впроваджено запроваджено освітню політику, таку як Кьонгук Теджон (경국대전; 經國大典). Надавалися державні субсидії, зокрема, на обробіток землі, рис і рибу, а також привілеї, такі як звільнення від податків. Під час правління Теджо Чосонського (правління 1392–98 рр. н. е.) Хянгьо отримав особливу підтримку. У 1398 році інститут Сункюнкван епохи Корьо був реконструйований для конфуціанської освіти. Кількість студентів було збільшено зі 100 до 200. Проводилися організовані студентські заходи, заохочувалося висловлювання думок студентів.
У 1411 році було засновано чотири установи під назвою Сахак (사학,; 四學), які відрізнялися від Сахак епохи Корьо . Щорічно 20 учнів з кожної школи Сахак проходили тестування на державну посаду; ця система називалася Синбо (승보; 陞補). У 1477 році для Сахак було введено 30- місячний термін перебування на посаді в Сахак. Під час правління Хьоджона (1649 — 59 рр. н. е.) політики, підготовлені вченими на чолі з Сон Чжун Гілем, були прийняті як політики Сахак. У 1335 р. н. е. школи були перевірені урядом. Кожному регіону було доручено створити школу. У 1550 році була створена основа для Совон. Однак совони почали негативно впливати на освіту, і до 1868 року уряд закрив усі совони, окрім 47.
Існувала школа для королівської сім'ї під назвою Джонхак (종학; 宗學). Вона була заснована в 1429 році нашої ери.

## 19 століття
Наприкінці 19 століття уряд, патріоти та іноземні місіонери почали створювати школи, адаптовані до сучасної культури. Освіта в цей період була зосереджена на праві на освіту та соціальній рівності освіти. Освіта 19 століття розпочалася зі створенням Кванхаків Донмунхак (동문학; 同文學) і Юкйонгонвон (육영공원; 育英公院). Донмунхак був центром підготовки перекладачів, а Юкйонгонвон був школою для янбанів. Сахаки, засновані в цей період, можна розділити на два типи: християнські школи та цивільні школи.
У 1894 році, разом із реформою Кабо, освітня політика була змінена. Квагео було замінено навчальним закладом Хакмуамун (학무아문;學務衙門). У липні 1894 року були засновані спеціалізовані школи, учні яких розподілялися на розсуд Хакмуамуна. Близько 1894 року Коджон Корейської імперії офіційно оголосив, що сучасну освіту слід прийняти. Подальші уточнення та доповнення до політики були зроблені в 1895 році.
Разом із реформою освіти Кабо, проведеною центральним урядом, у Кореї активно поширювалися пристрасті та зусилля щодо побудови сучасної освіти в кожному місті, очолювані реформаторськими цивільними лідерами.

### Відомі школи
Перша цивільна школа була заснована в 1883 році. Школа називалася Вонсанхакса (원산학사; 元山學舍). У 1885 році Генрі Аппенцеллер заснував Педжехакдан (배재학당) . Це була середня школа, метою якої була підготовка християн і людей для роботи в уряді. У 1886 році М. Ф. Скрентон заснувала Іхвахакдан (이화학당). Це був перший навчальний заклад створений лише для жінок. У 1886 році Х. Х. Андервуд заснував школу Кьонщін (경신학교). Школа перетворилася на сучасний університет Йонсе. У 1895 році Мін Йонхван заснував школу Хинхва (흥화학교; 興化學校) для навчання англійській, японській та геодезичних технологій. У 1899 році Ан Чанхо заснував школу Джумджін .

## Японське управління (1910–1945)

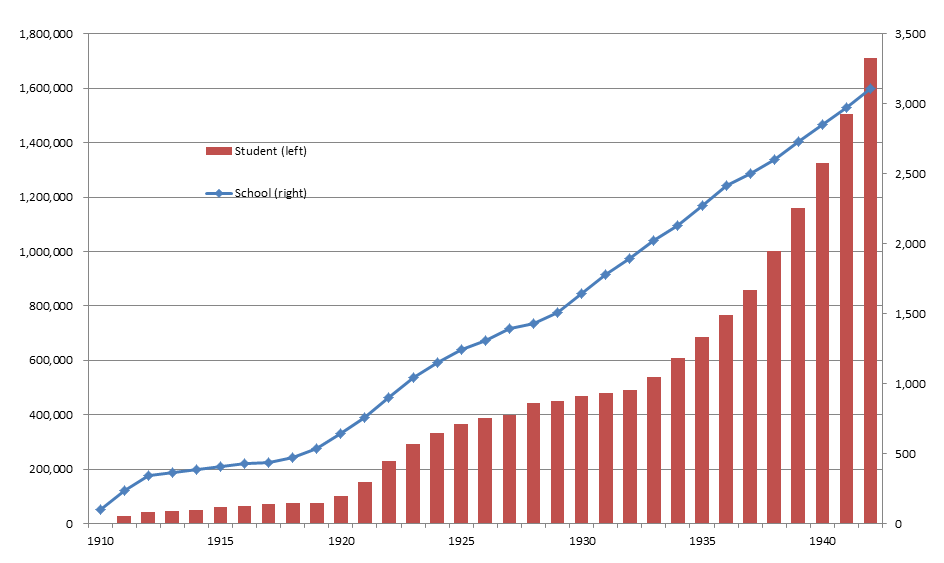
Кількість державних регулярних шкіл (공립보통학교) та учнів за часів японського правління, 1910-1940

Рівень зарахування до державних загальноосвітніх шкіл

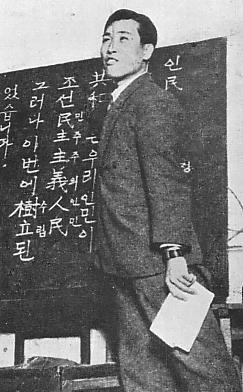
Корейська етнічна освіта у 20 столітті

Перша політика цього періоду відображена в Указі про освіту Чосон (조선교육령; 朝鮮敎育令) та Положенні про приватну школу (사립학교규칙), виданих у 1911 р. Указ про освіту Чосон інтерпретується як такий, що мав на меті знищити всю корейську культурну та духовну незалежність, щоб назавжди залишити корейців у колоніальній залежності. Після декретів різні політики встановили систему освіти, яка передбачала три-чотири роки навчання в школі потон (보통학교; 普通學校), що є різновидом початкової освіти; чотирирічна школа потон (고등보통학교; 高等普通學校) та школа потон тільки для дівчат (여자고등보통학교); 女子高等普通學校), обидві форми середньої освіти; два-три роки школи сіроб (실업학교; 實業學校) та школа канісіроб (간이실업학교) без певних обмежень, обидві форми професійних шкіл; школа джонмун (전문학교; 專門學校), форма вищої освіти.
У школі потон основна увага приділялася читанню, письму та арифметиці. Обов'язковими предметами були сущін (수신), корейська, японська, ханджа та арифметика. Школа слугувала більше для підготовки до роботи, а не до вищої освіти. Школа Кодон потон також зосереджувалася на підготовці до роботи. Предмети включали сущін, корейську, ханджу та японську мови. Станом на 1915 рік існувало 399 шкіл потон, 56 253 учні шкіл потон чоловічої статі та 5 976 учнів шкіл потон жіночої статі порівняно з 291 японською початковою школою, 31 142 учнями японської початкової школи чоловічої статі та 28 206 ученицями японської початкової школи жіночої статі. 30 % викладачів у школах потон були японцями, а 60 % — у школах Кодон потон.
Для приватних шкіл у 1908 році був прийнятий Указ про приватні школи (사립학교령). Указ був змінений у 1911 році. У 1915 році було видано Указ про зміну положення про приватні школи (개정사립학교규칙). Укази стосувалися всіх приватних шкіл. Вони проголошували, що мета заснування шкіл, директори, учителі та підручники повинні регулюватися Японською імперією. Крім того, було заборонено викладати географію, історію та Біблію. Як наслідок, кількість приватних шкіл зменшилася з 1 973 у 1910 році до 1 317 у 1912 році, 1 240 у 1914 році та 690 у 1919 році.
Освітня політика була змінена після Руху 1 березня 1919 року. Змінена політика була оприлюднена у 1922 році. Окремо було створено освітню політику для студентів, які розмовляють японською та корейською мовами. Корейським студентам було дозволено навчатися у звичайних школах (사범학교; 師範學校). Якість освіти в цілому також зросла. Тривалість навчання в школі потон було збільшено з чотирьох до шести років. Предмет корейської мови, який був скасований у деяких школах, став обов'язковим для вивчення. Також було створено більше шкіл.
Коли націоналістичні лідери закликали до заснування університетів Мілліб (민립대학; 民立大學), японський уряд пішов на компроміс і створив університети під контролем уряду. Як наслідок, у 1922 році були оприлюднені Правила щодо створення Імператорського університету Кейдзьо (경성제국대학설치에 관한 법률). Хоча така політика була подібною до японської, основна увага в навчальній програмі була зосереджена на посиленні японської освіти при одночасному применшенні ролі корейської культури. Цей аргумент підтверджується тим, що час на викладання японської мови був у два-три рази довшим, ніж час на викладання корейської мови в початковій і середній школах, а також на викладання історії Японії та географії Японії.
У березні 1938 року Джіро Мінамі оприлюднив третій ступінь освіти епохи Чосон. Усі японські елементи були посилені, а курси були змушені викладатись японською мовою. Основними пунктами цього указу було те, що назви шкіл були змінені відповідно до стилю японської мови: «школа потон» була змінена на «початкова школа щімсан» (심상소학교); «школа кодин потон» на «середня школа» (중학교); «школа кодин потон тільки для дівчат» на «школа для дівчат кодин» (고등여학교).
Корейська мова була перетворена на факультативний курс, що означало її остаточне скасування. «Початкова школа Щімсан» була перейменована на «громадянську школу» (국민학교; 國民學校) у 1941 році. У 1943 році Указ про освіту у воєнний час (교육에 관한 전시비상조치령) змінив систему освіти відповідно до підготовки до війни. Наступні укази модифікували освіту повністю для війни. Через ці зміни майже всі студенти були змушені стати солдатами, а школи були фактично закриті.